# Castillejo de Robledo
Pour les articles homonymes, voir Castillejo et Robledo (homonymie).
Castillejo de Robledo est une ville d'Espagne, dans la communauté autonome de Castille-et-León. Cette localité est également vinicole, et fait partie de l’AOC Ribera del Duero.
Castillejo de Robledo compte 137 habitants (2010).